# Správní obvod obce s rozšířenou působností Ústí nad Orlicí
Správní obvod obce s rozšířenou působností Ústí nad Orlicí je od 1. ledna 2003 jedním ze šesti správních obvodů rozšířené působnosti obcí v okrese Ústí nad Orlicí v Pardubickém kraji. Čítá 16 obcí.
Město Ústí nad Orlicí je zároveň obcí s pověřeným obecním úřadem, přičemž oba správní obvody jsou územně totožné.

## Seznam obcí
Poznámka: Města jsou vyznačena tučně.
- Brandýs nad Orlicí
- České Libchavy
- Dlouhá Třebová
- Dolní Dobrouč
- Hnátnice
- Hrádek
- Jehnědí
- Libchavy
- Orlické Podhůří
- Řetová
- Řetůvka
- Sopotnice
- Sudislav nad Orlicí
- Ústí nad Orlicí
- Velká Skrovnice
- Voděrady

## Obyvatelstvo
| Rok  | Obyv.  | ± %    |
| ---- | ------ | ------ |
| 1869 | 25 507 | —      |
| 1880 | 25 752 | +1 %   |
| 1890 | 26 279 | +2 %   |
| 1900 | 27 548 | +4,8 % |
| 1910 | 28 598 | +3,8 % |

| Rok  | Obyv.  | ± %    |
| ---- | ------ | ------ |
| 1921 | 25 811 | −9,7 % |
| 1930 | 28 027 | +8,6 % |
| 1950 | 23 830 | −15 %  |
| 1961 | 24 491 | +2,8 % |
| 1970 | 25 049 | +2,3 % |

| Rok  | Obyv.  | ± %    |
| ---- | ------ | ------ |
| 1980 | 27 066 | +8,1 % |
| 1991 | 26 658 | −1,5 % |
| 2001 | 26 793 | +0,5 % |
| 2011 | 26 207 | −2,2 % |
| 2021 | 25 568 | −2,4 % |